# 懐皇后甄氏
甄皇后（しんこうごう）は、三国時代の魏の曹芳の最初の皇后。祖父は甄儼（甄夫人の兄）。

## 生涯
正始4年（243年）、皇后に立てられた。
嘉平3年（251年）に死去し、懐皇后と諡し太清陵に葬らせた。